# Gerhard Omcke
Gerhard Omcke, auch: Gerd(t), Omeken, Oehmeke, Oemeke, Oemiken, Omcken, Omich, Omichius, Omke (* um 1485 in Kamen; † 25. März 1562 in Güstrow) war evangelischer Theologe und Reformator.

## Leben
Er war der Sohn des Richters Gerlach Omeken, der vom Herzog von Kleve sehr geschätzt wurde. Als die Mutter sich nach dem frühen Tode des Vaters wieder verheiratete, sorgten Verwandte für die Ausbildung des Sohnes und schickten ihn zum Studium 1520 nach Köln, dann nach Rostock, wo er am 15. Mai 1522 immatrikuliert wurde. Als Famulus des Juristen N. Löwe las er die Schriften Martin Luthers.
Durch Slüter kam er zur Erkenntnis des Evangeliums. Er hatte das Verlangen, Luther selbst zu hören. So zog er nach Wittenberg. Als ihn seine Verwandten wegen des Glaubenswechsels verstießen, nahmen sich zwei Brüder Kremer aus Lübeck seiner an. Immer, wenn er kein Dach über dem Kopf hatte, konnte er in ihrem Hause einkehren. Von Wittenberg ging er nach Büderich, wo Brictius thom Norde sein Kaplan war.
Aus Büderich wurde er ca. 1529 um seiner evangelischen Predigt willen verwiesen. Er wurde 1530, von Johann Westermann Pfarrer in Lippstadt. Hier hat er „na gebruke der hilligen Wittembergischen Kerken“ Gottesdienst gehalten und halten lassen, bis der Rat von Soest sich entschloss, ihn zu berufen. Die Aufmerksamkeit war auf ihn gefallen, da Soest eine Kirchenordnung haben wollte und er sich in dieser Hinsicht in Lippstadt schon versucht hatte. Der Maler Heinrich Aldegrever wurde abgeordnet, ihn einzuholen.
Am 1. Januar 1532 traf er in Soest ein und ging sogleich an seine Arbeit. Im Wesentlichen lehnte er sich an Johannes Bugenhagens Kirchenordnung an. Dabei leitete er mit fester Hand die Einrichtung des evangelischen Kirchenwesens in Soest. Die Neuordnung war in drei Monaten beendet. In stürmischen Verhandlungen wurde die Verlesung der „Ordinantz“ vor der Gemeinde erreicht. Auf Abschwächungen ließ Omeken sich nicht ein. Da er nicht nachgab, fand seine Auffassung schließlich doch Anerkennung.
Er war aber nicht der Mann, der in langsamer Aufbauarbeit das Soester Kirchenwesen weiter hätte leiten wollen oder können. Immerhin war ihm Soest und das dortige Reformationswerk ans Herz gewachsen. Von Lübeck aus richtete er an die Stadt ein Mahnschreiben, doch ja beim Evangelium zu bleiben. 1533 wurde er an die St.-Nikolai-Kirche in Lemgo berufen, zeigte sich hier aber ebenso wenig nachgiebig, so dass er ständige Differenzen mit dem Rat hatte und schon 1535 entlassen wurde.
Auf Empfehlung seines Freundes Urbanus Rhegius wurde er im selben Jahr als Superintendent nach Minden berufen. Rhegius hielt auch später treu zu ihm und widmete ihm 1539 die Predigt, die er in Minden gehalten hatte: „Wie man die falschen Propheten erkennen, ja greiffen mag“. In der kampfreichen Situation war er in Minden am rechten Platz.
Er entfaltete hier eine rege Tätigkeit, reiste 1537 im Auftrag der Stadt nach Schmalkalden, wo er Luthers Schmalkaldische Artikel unterschrieb, und führte wegen der Achterklärung über Minden Verhandlungen mit dem Landgrafen Philipp von Hessen. Wegen seiner Strenge konnte er aber auch hier nicht länger bleiben. Er entzweite sich mit dem Rat und musste Minden verlassen. Die nächsten zehn Jahre verbrachte er im Dienste des Herzogs von Braunschweig-Lüneburg in Dannenberg und Gifhorn, ehe er 1548 nach Mecklenburg berufen wurde.
Zuerst wirkte er in Schwerin, dann als Dompropst am Güstrower Dom und Superintendent in Güstrow. Das Alter hatte ihn nicht milder gemacht. Auch hier wurde ihm Unnachgiebigkeit und Selbstbewusstsein nachgesagt. An seiner persönlichen Lauterkeit und seinem Eifer für die Kirche konnte niemand zweifeln. In Güstrow setzte er sich für die Hebung des Kirchen- und Schulwesens ein und wirkte 1552 bei den Visitationen im Lande mit. In diese Zeit fiel die Abfassung seiner Schriften über die Visitationen und über den christlichen Trost, die 1551 in Rostock gedruckt wurden. In der Stadtpfarrkirche in Güstrow haben ihm seine Angehörigen ein großes Epitaph errichtet.